# Kraftwerk Santa Radegonda
Das Kraftwerk Santa Radegonda, italienisch Centrale elettrica di Santa Radegonda oder Centrale elettrica di via Santa Radegonda, in Mailand war das erste Wärmekraftwerk in Kontinentaleuropa, das die gewonnene elektrische Energie in ein elektrisches Verteilnetz abgab und an mehrere Kunden verkaufte.

## Geschichte

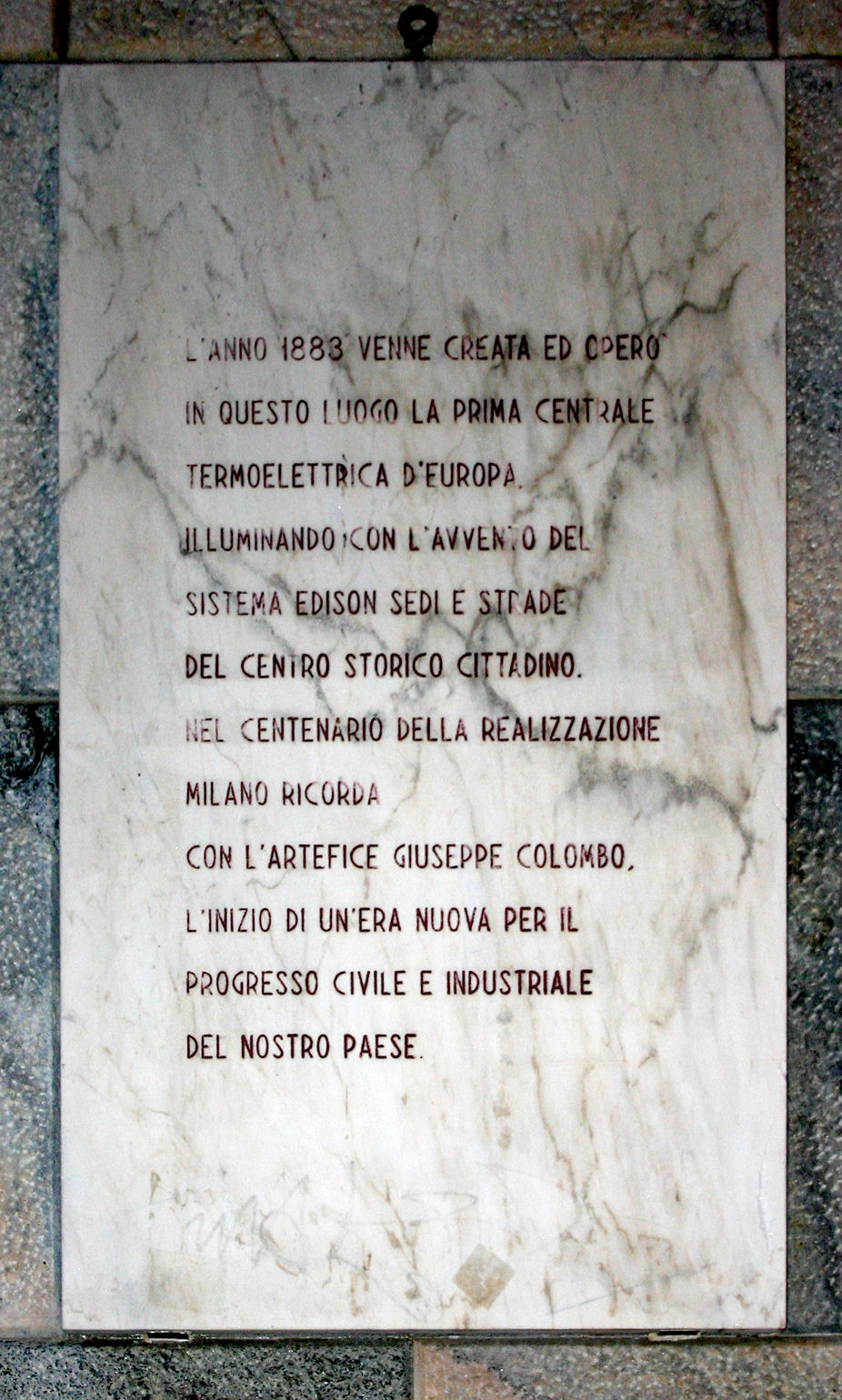
Gedenktafel

Der Bau des Kraftwerks geht auf die Initiative von Giuseppe Colombo zurück. Auf einer Studienreise in den USA begutachtete er persönlich die Erfindungen von Thomas Edison und konnte danach den Stadtrat Mailands überzeugen, ein Kraftwerk zu bauen. Die Gesellschaft für den Bau und Betrieb des Kraftwerks hieß italienisch Comitato per l'Applicazione dell'Elettricità „Sistema Edison“ in Italia – aus ihr ging später der italienische Zweig des Unternehmens Edison hervor.
Das Kraftwerk wurde etwa 50 m vom Mailänder Dom entfernt auf kleinem Grundriss zwischen der Via Santa Radegonda und Via Agnello gebaut. An der Stelle stand ein im 9. Jahrhundert der Heiligen Radegundis geweihtes Kloster, das 1782 infolge der josephinischen Kirchenreform aufgelöst worden war. In dem ehemaligen umgebauten Klosterkomplex wurde 1803 das Theater Santa Radegonda eröffnet, das aber bereits Anfang der 1880er Jahre seine Pforten wieder schließen musste. Anschließend wurde das Gebäude von der Gesellschaft erworben und 1882 abgetragen.
Die Anlage wurde am 28. Juni 1883 zuerst mit drei, dann mit vier elektrischen Generatoren nach Bauart Edison in Betrieb genommen, musste aber schon in der zweiten Jahreshälfte auf sechs Generatoren erweitert werden. Die zusätzliche Leistung wurde benötigt, um die Mailänder Scala zu beleuchten, ein nach dem verheerenden Ringtheaterbrand in Wien wichtiger Fortschritt für den Brandschutz des Theaters.
Das Kraftwerk war schon zwei Jahre später wieder zu klein. Es mussten zu den bestehenden sechs Edison-Generatoren acht Thomson-Houston-Generatoren aufgestellt werden, die alleinig für die Kohlebogenlampen der Stadtbeleuchtung verwendet wurden.
Im Jahre 1898 wurden in einem angrenzenden Gebäude in der Via Agnello Umformer installiert, um den vom neuen Wasserkraftwerk Paderno kommenden Wechselstrom in Gleichstrom umzuwandeln; in den Räumlichkeiten von Santa Radegonda wurden auch Batterien zur Abdeckung von Lastspitzen aufgestellt. Sie konnten zusammen mit Umformern sowohl das Straßenbahnnetz als auch das bestehende Gleichstromnetz im Stadtzentrum versorgen und konnten dadurch ein zu häufiges Einschalten des Wärmekraftwerks Porta Volta verhindern.
Das Kraftwerk wurde 1926 abgerissen und an seiner Stelle das Kino Odeon gebaut. Zum hundertsten Jahrestag der Betriebsaufnahme des Kraftwerks wurde 1983 eine Gedenktafel enthüllt.

## Technik

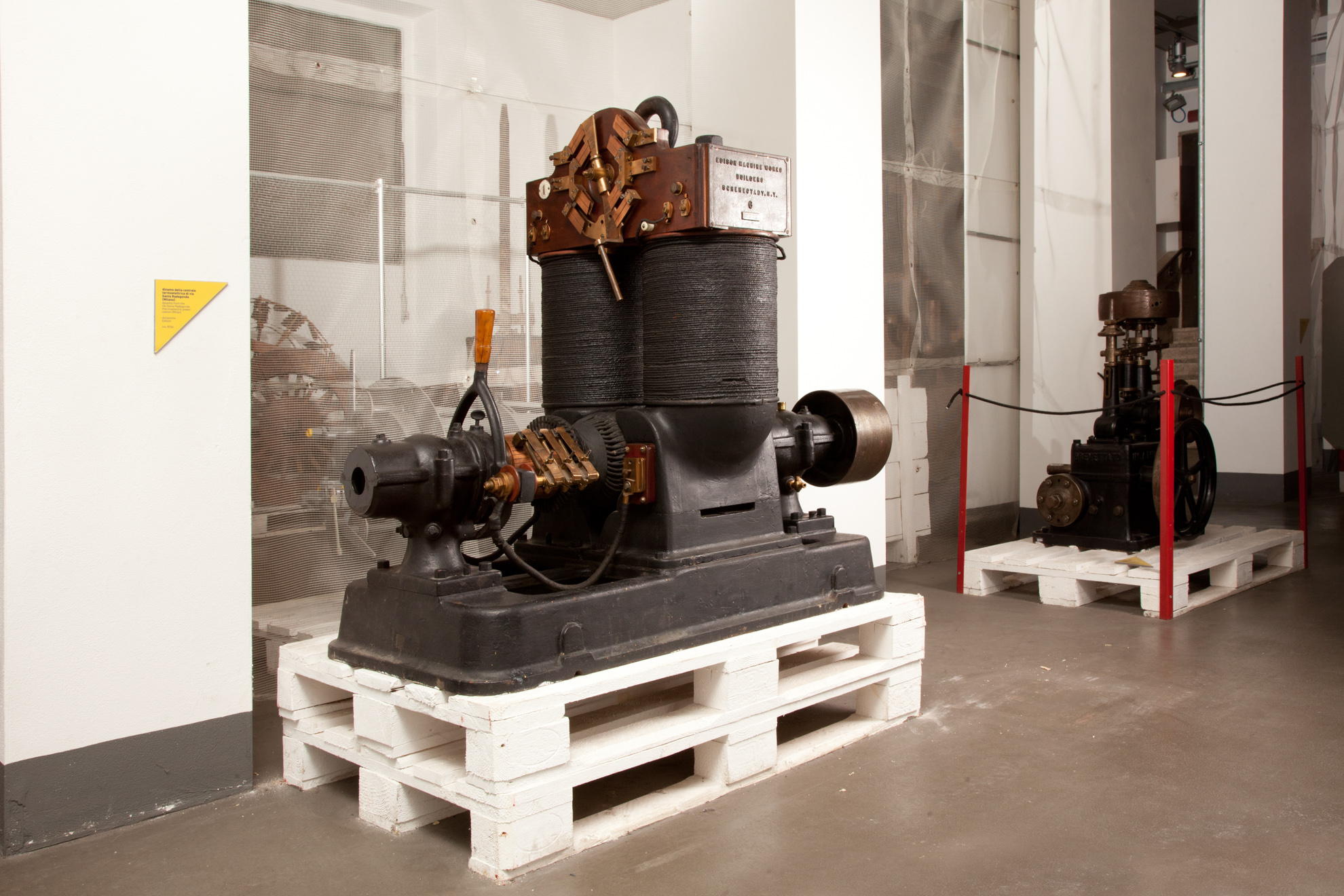
Generator aus dem Kraftwerk

Im Gebäude des Kraftwerks standen im ersten Stock fünf kohlebefeuerte Schrägrohrkessel von Babcock & Wilcox, im Erdgeschoss die von Kolbendampfmaschinen angetriebenen Gleichstromgeneratoren. Ursprünglich waren nur drei Generatoren vorgesehen, aber kurz nach der Inbetriebnahme wurde ein vierter Generator aufgestellt. Die Generatoren hatten zusammen eine Leistung von ungefähr 350 kW, was ausreichte, um 4800 Glühlampen mit je 16 Kerzenstärken zu betreiben. Die abgegebene Gleichspannung betrug, wie in den ersten Stromnetzen nach Edison üblich, 110 V.
Die Regelung der Generatoren erfolgte von Hand durch Ändern eines Widerstandes in der Nebenschlusswicklung der Generatoren. Eine Vorrichtung warnte die Bediener mit einer Glocke und zwei verschiedenfarbigen Lampen für Unterspannung und Überspannung.
Das Kraftwerk hatte einen 52 m hohen Ziegelschornstein, der in den Fotografien des späten 19. Jahrhunderts deutlich neben dem Dom zu erkennen ist.

### Verteilnetz

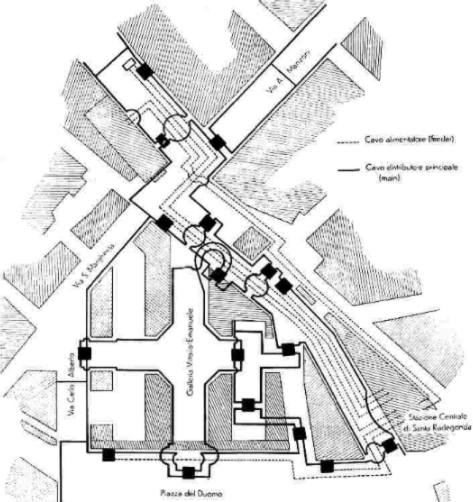
Verteilnetz des Kraftwerks

Für den Anschluss der Mailänder Scala an das Netz des Kraftwerks entwickelte Giovanni Battista Pirelli eine Isolation aus Gummi, mit der die Stromleitungen in die Erde verlegt werden konnten. In einer Kupferröhre waren zwei halbkreisförmige Leiter mit großem Querschnitt untergebracht und die Zwischenräume mit Gummi ausgefüllt, ähnlich wie beim Kruesi-Rohr. Die Rohre wurden mit Anschlussdosen verbunden, die ebenfalls mit Gummi gefüllt waren.
Anders als beim Gleichstromsystem von Edison verwendete das Kraftwerk nur zwei Leiter für das Verteilnetz statt deren drei. Es waren immer zwei Generatoren in Reihe geschaltet; der Mittelleiter vom System Edison entfällt, sodass die Spannung in den Leitern des Verteilnetzes 220 V betrug und die Verbraucher ebenfalls paarweise in Serie geschaltet waren.
Der Versorgungsbereich des Kraftwerks war klein; er reichte von der Piazza del Duomo zur Piazza della Scala und schloss die Ladenpassage Galleria Vittorio Emanuele II mit ein. Die Nutzer der elektrischen Beleuchtung waren die Geschäfte in den Arkaden an der Nordseite der Piazza del Duomo und in der Ladenpassage, die Theater Manzoni und die Mailänder Scala. Dies waren wahrscheinlich die einzigen Kunden, die bereit waren, für die elektrische Beleuchtung doppelt so viel zu bezahlen wie für eine Gasbeleuchtung.